# Hinoki (cacciatorpediniere)
L'Hinoki (檜? lett. "Cipresso") è stato un cacciatorpediniere della Marina imperiale giapponese, decima unità della classe Matsu. Fu varato nel luglio 1944 dal cantiere navale di Yokosuka.
Appartenente alla 52ª Divisione, fu impegnato da ottobre in missioni di scorta a convogli di navi militari e, in dicembre, fu tra le unità assegnate alla difesa della portaerei Unryu, comunque affondata da un sommergibile statunitense. Dirottato nell'Indocina occupata, prese in carico una nave rifornimento con il gemello Momi per accompagnarla a Manila; sulla rotta del ritorno, il 4 gennaio 1945, le unità incapparono in un sommergibile e poco dopo furono raggiunte da un gruppo aereo imbarcato americano, che distrusse il Momi. L'Hinoki, malridotto, tentò ugualmente di raggiungere un porto sicuro ma il 7 fu intercettato da tre cacciatorpediniere statunitensi a ovest di Manila, che lo finirono rapidamente.

## Caratteristiche
L'Hinoki presentava una lunghezza fuori tutto di 100 metri, una larghezza massima di 9,35 metri e un pescaggio di 3,30 metri; il dislocamento a pieno carico ammontava a 1 676 tonnellate. L'apparato motore era formato da due caldaie Kampon, due turbine a ingranaggi a vapore Kampon, due alberi motore con elica: erano erogati 19 000 shp, sufficienti per una velocità massima di 27,75 nodi (52,73 km/h); l'autonomia massima era di 4 680 miglia nautiche a 16 nodi (8 667 chilometri a 30,4 km/h). L'armamento era articolato su tre cannoni Type 89 da 127 mm L/40 in due affusti pressoché scoperti; quattro tubi lanciasiluri da 610 mm raggruppati in un impianto Type 92 e senza ricarica; venticinque cannoni automatici Type 96 da 25 mm L/60 e due lanciatori Type 94 per bombe di profondità (36 a bordo). Infine erano stati forniti un sonar Type 93, un radar Type 22 e uno Type 13. All'entrata in servizio l'equipaggio era formato da 210 uomini.

## Servizio operativo
Il cacciatorpediniere Hinoki fu ordinato nell'anno fiscale edito dal governo giapponese nel 1944. La sua chiglia fu impostata nel cantiere navale dell'arsenale di Yokosuka il 4 marzo 1944 e il varo avvenne il 4 luglio seguente; fu completato il 30 settembre e il comando fu affidato al capitano di corvetta Osamu Yamaguchi. Fu immediatamente assegnato all'11ª Squadriglia cacciatorpediniere, dipendente dalla Flotta Combinata e demandata all'addestramento delle nuove unità in tempo di guerra.
Conclusi la messa a punto e la preparazione, l'Hinoki e i cacciatorpediniere della stessa classe Momo e Ume parteciparono, tra il 25 ottobre e il 2 novembre, alla scorta delle due portaerei Ryuho e Kaiyo, le quali salparono da Sasebo per trasferire a Kīrun rifornimenti e aeroplani: sia l'andata che il ritorno a Kure si svolsero senza incidenti. Il 15 novembre la nave fu ufficialmente riassegnata alla nuova 52ª Divisione, alle dipendenze dell'11ª Squadriglia e composta inoltre dal Kuwa, dal Momi, dal Kashi e dal Sugi: il comandante del reparto, capitano di vascello Jūichi Iwagami, selezionò l'Hinoki come propria nave ammiraglia. Cinque giorni più tardi la divisione transitò ai diretti ordini della 31ª Squadriglia di scorta, parte della 5ª Flotta schierata sul fronte delle Filippine.
Per circa un mese il servizio dell'unità non è noto. Il 17 dicembre l'Hinoki salpò da Kure con il Momi e lo Shigure per proteggere la nuova portaerei Unryu che, carica di truppe, mezzi, rifornimenti e munizioni, sarebbe dovuta arrivare a Manila: appena due giorni più tardi il gruppo fu intercettato dal sommergibile USS Redfish, i cui siluri sventrarono la grande unità senza che i cacciatorpediniere riuscissero a proteggerla. Il Momi e lo Shigure trassero in salvo appena 146 superstiti mentre la nave ammiraglia dette la caccia al battello avversario, riuscendo solamente a danneggiarlo; dopodiché condusse le altre due navi a Takao, raggiunta il giorno stesso. Da lì l'Hinoki e il Momi ripresero la rotta per la capitale filippina il 22 e la raggiunsero due gioni più tardi, ma vi sostarono solo poche ore: il giorno di Natale salparono con rotta su Capo St. Jacques nell'Indocina occupata, dove gettarono le ancore il 28 e rimasero in attesa della nave rifornimento Ikutagawa Maru. Le tre unità partirono il 31 dicembre e arrivarono il 4 gennaio 1945 a Manila, dove avvenne in fretta e furia lo scarico stante il costante pericolo di attacchi aerei statunitensi. Già il giorno dopo, infatti, l'Hinoki e le altre due navi erano in mare per tornare a Capo St. Jacques, ma si imbatterono nel sommergibile USS Bennion; ne seguì un serrato scontro, l'Hinoki incassò un siluro e il battello fu momentaneamente costretto a ripiegare: a questo punto il capitano Iwagami dispose che il mercantile proseguisse da solo il viaggio (alla fine completato con successo) e decise di tornare a Manila forse per riparazioni, accompagnato dal Momi. Poche ore dopo i due cacciatorpediniere furono investiti da uno stormo di apparecchi imbarcati della Task force 77.4.1, una componente della United States Seventh Fleet che operava al largo di Luzon in preparazione allo sbarco in forze sull'isola. Entrambi furono raggiunti da un siluro ma, mentre il Momi fu annientato da una grande esplosione, l'Hinoki assorbì il colpo e, dopo aver rimesso in funzione le macchine, si ormeggiò in porto di sera, con ventuno morti e quarantacinque feriti a bordo. I capitani Iwagami e Yamaguchi non rimasero però a Manila, ormai frequentemente attaccata dall'aeronautica americana, e già il 7 gennaio ripartirono per raggiungere l'Indocina; a ovest dell'ingresso della rada di Manila (14°30′N 119°30′E), però, s'imbatterono nei cacciatorpediniere USS Charles Ausburne, USS Braine, USS Russell e USS Shaw. Per il malconcio Hinoki lo scontro fu rapido e brutale, venendo distrutto da una serie di salve d'artiglieria: ridotto a un relitto in fiamme, colò a picco con tutto l'equipaggio e il capitano Iwagami.
Il 10 aprile 1945 l'Hinoki fu depennato dai registri della Marina imperiale.